# Ordensburg Graudenz
Von der Burg Graudenz (polnisch Zamek krzyżacki w Grudziądz) haben sich im heutigen Stadtpark oberhalb der Altstadt von Grudziądz Ruinen, im Wesentlichen Grundmauern und Hang-Stützmauern, erhalten. Der Bergfried „Klimek“ wurde (um 2014?) auf dessen originalen Grundmauern wieder aufgebaut/rekonstruiert.

## Geschichte

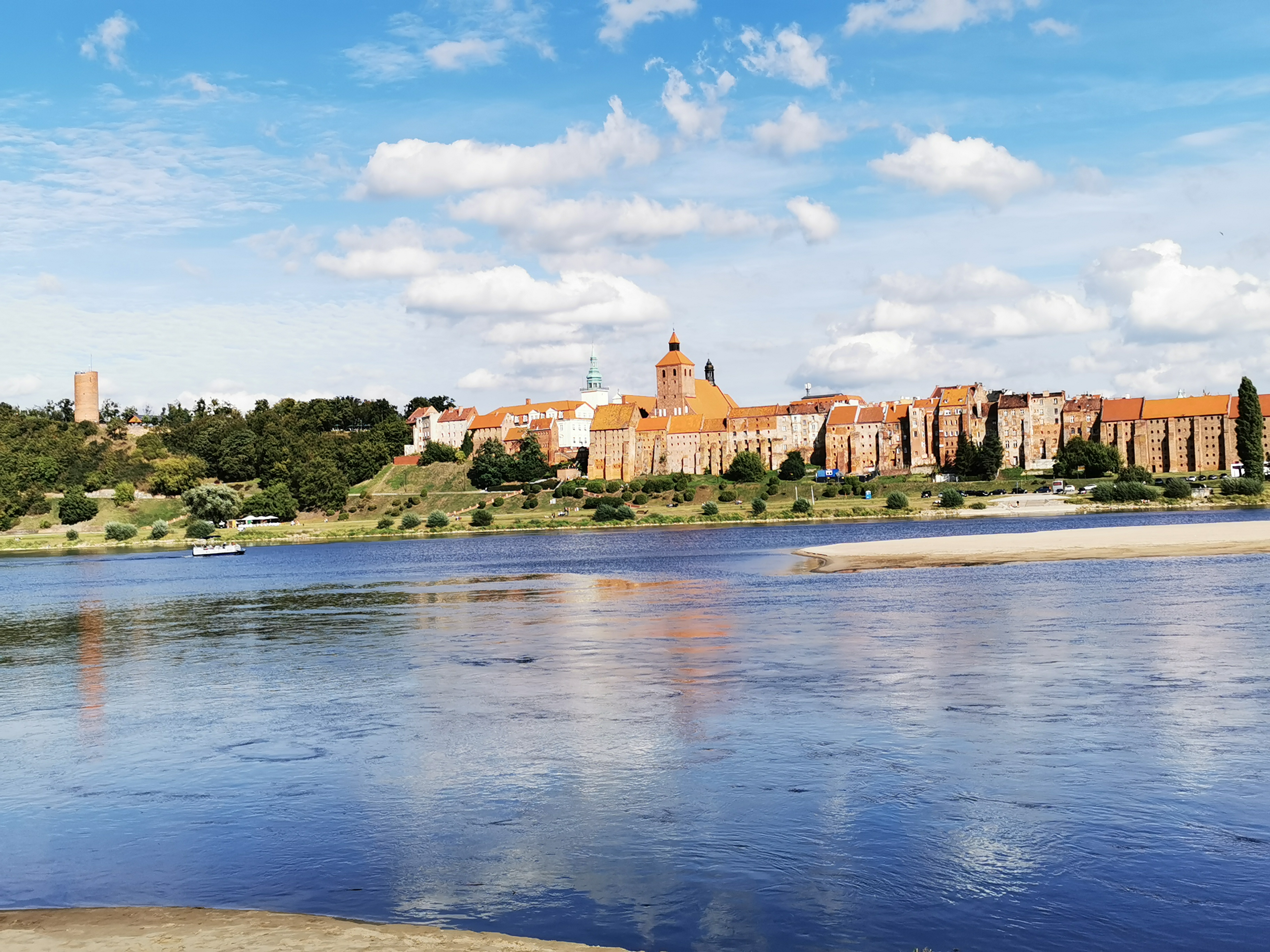
Altstadt Graudenz mit Weichsel und Burgturm "Klimeck" (links)

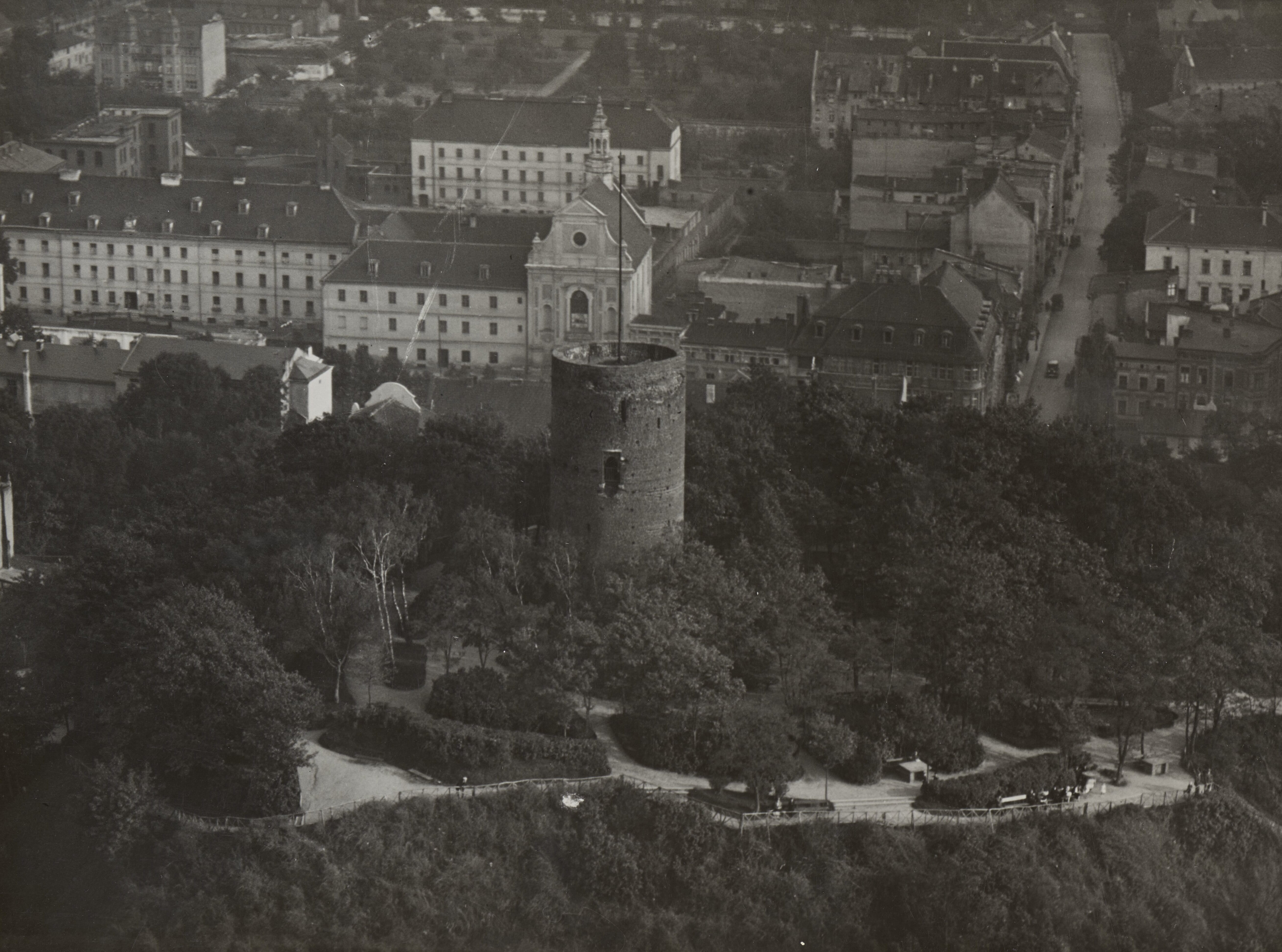
Schloßberg mit Bergfried, Parkanlage und Altstadt 1935

Die Burg gehört zu den frühen Deutschordensburgen, angelegt auf einem hohen Hügel über der Weichsel. Die erste hölzerne Burg wurde vermutlich schon 1234 angelegt, der Ausbau in Stein wurde wohl um 1250 begonnen. Schon für 1254 ist ein Treffen der Bischöfe von Pomesanien, Kulm und Ermland in der Burg belegt, und für 1267 und 1288 eine Zusammenkunft des Landmeisters und der Gebietiger. Im Jahr 1290 wurde die Kapelle geweiht. Der Bergfried und der Westflügel datieren aus dem frühen 14. Jahrhundert.
Während des Kriegs mit Polen suchten der Hochmeister Werner von Orseln und weitere Landmeister des Deutschen Ordens 1330 Schutz in der Burg. Für 1388 ist überliefert, dass ein Teil des Baus in die Weichsel abstürzte. Ab 1410 war die Burg polnisch besetzt, gelangte nach dem ersten Thorner Frieden wieder an den Orden. Im Jahr 1454 eroberte der preußische Bund die Burg, und unter polnischer Oberhoheit wurde hier ein Sitz eines Starosten eingerichtet. Während der Nordischen Kriege wurde die Burg bei polnischer und schwedischer Belagerung beschädigt. In der weiteren polnischen Zeit wurde die Burg als Sitz des Starosten genutzt und 1765 restauriert.

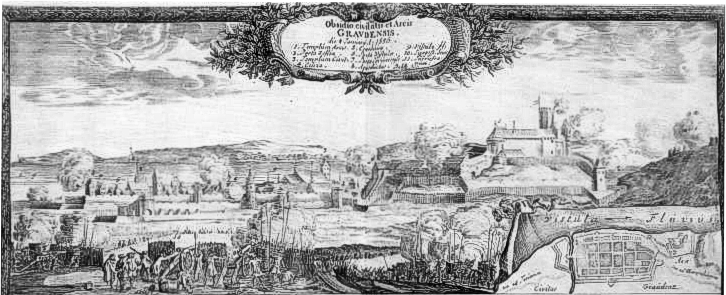
Schwedische Belagerung von Burg und Stadt Graudenz 1656 im Zweiten Polnisch-Schwedischen-Krieg, Kupferstich nach Zeichnung von Erik Dahlberg

Als Teil des preußischen Teilungsgebiets wurde die Burg 1795 und von 1801 bis 1804 fast vollständig abgetragen, um Baumaterial für die Festung Graudenz und für das örtliche Gefängnis zu gewinnen. Königin Luise setzte sich für den Erhalt des Bergfrieds ein. Bei Abzug der deutschen Truppen im März 1945 wurde der Bergfried gesprengt, und seine Ruinen später unter polnischer Regie zum Wiederaufbau von Warschau verwendet.
Heute ist der Bergfried rekonstruiert.

## Bauwerk
Eine Grabung von 1942/43 erlaubt eine Rekonstruktion des unregelmäßigen Grundrisses, bei dem nur der Süd- und Ostflügel zueinander im rechten Winkel standen. Der Südflügel war der Hauptbau, der Burgkapelle, Kapitelsaal, Zwischenraum und Remter beherbergte. Die Außenwand des Südflügels war als Schaufassade gegenüber der Stadt mit zwölf hohen Spitzbogenblenden reich gestaltet. Der runde Bergfried stand frei in der Nordwestecke der Anlage und trug als Außendekor einen Streifen grün glasierter Backsteine.

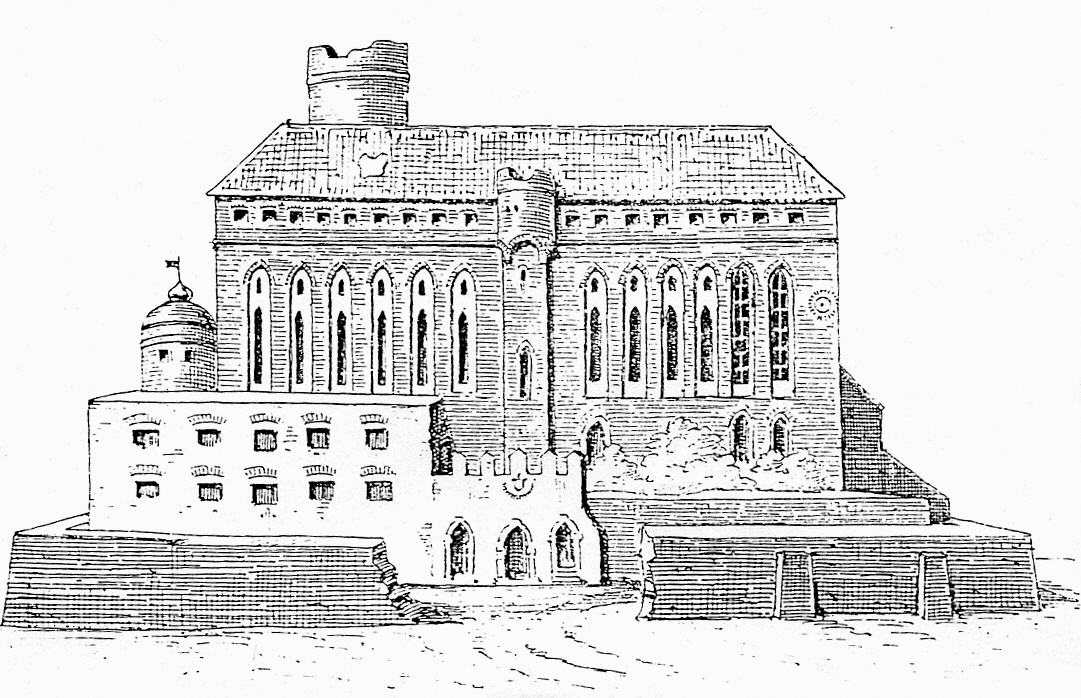
Rekonstruktionszeichnung
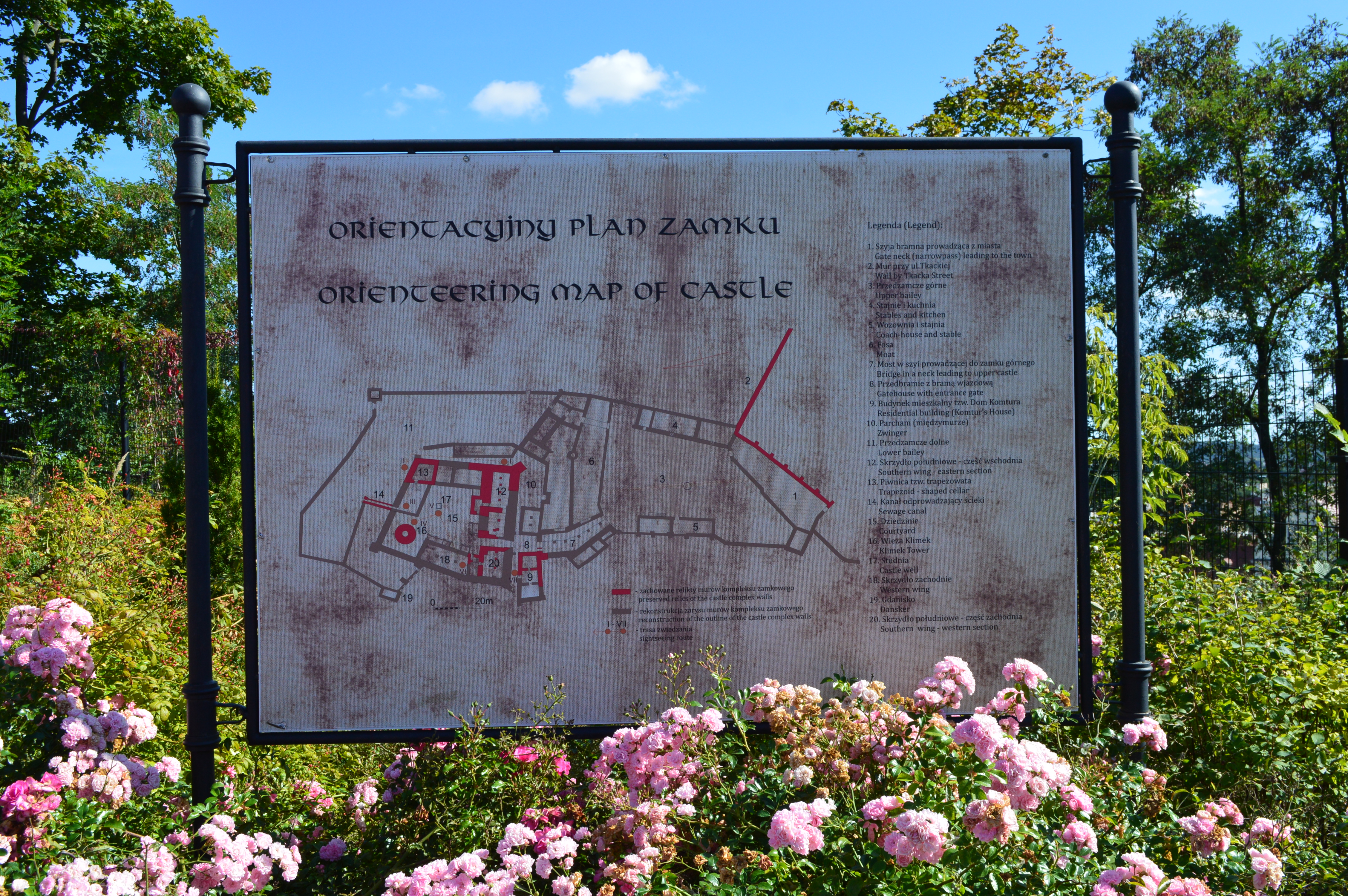
Infotafel mit Grundrissplan
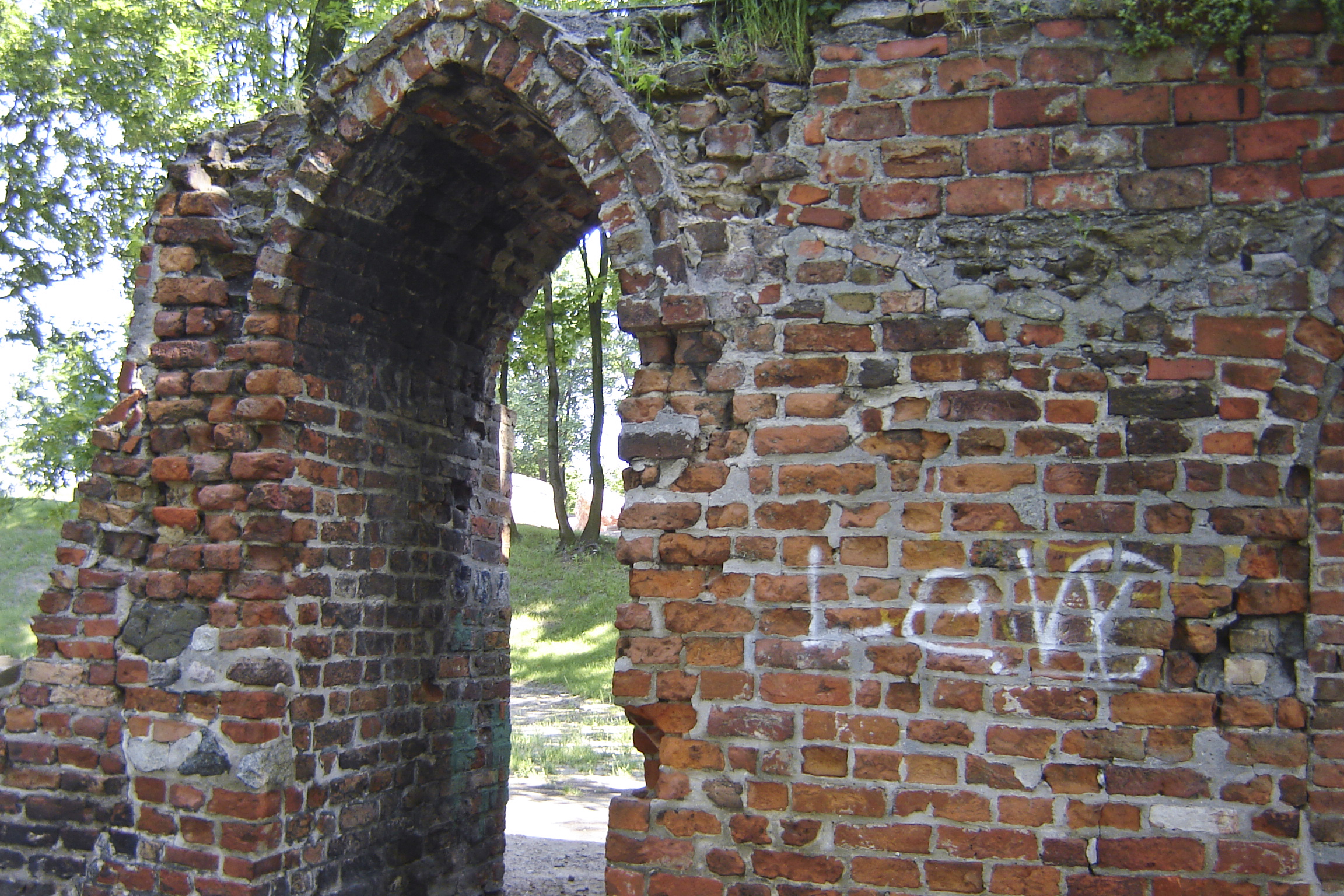
Gotische Pforte
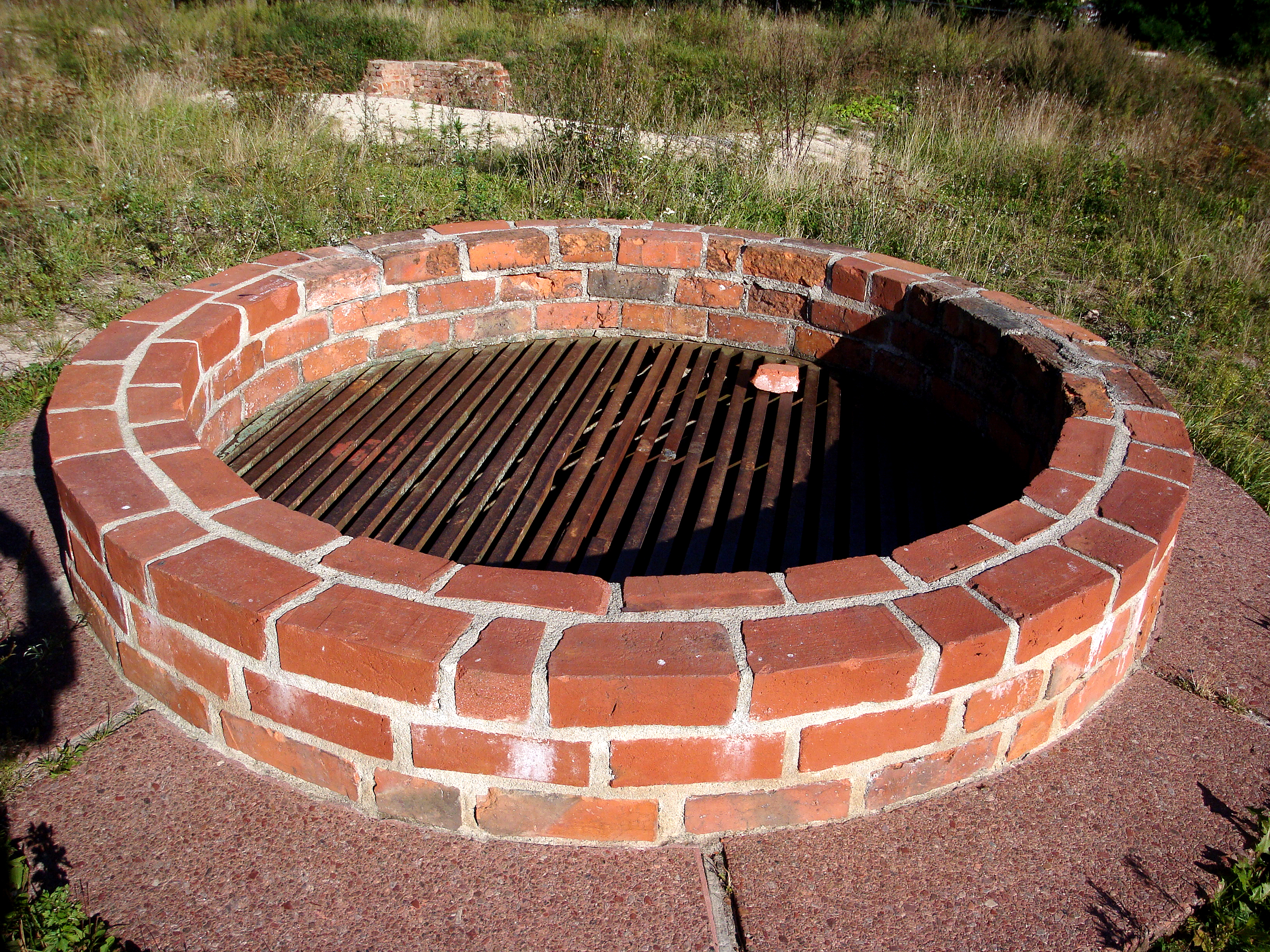
50m tiefer Burgbrunnen nahe dem Bergfried
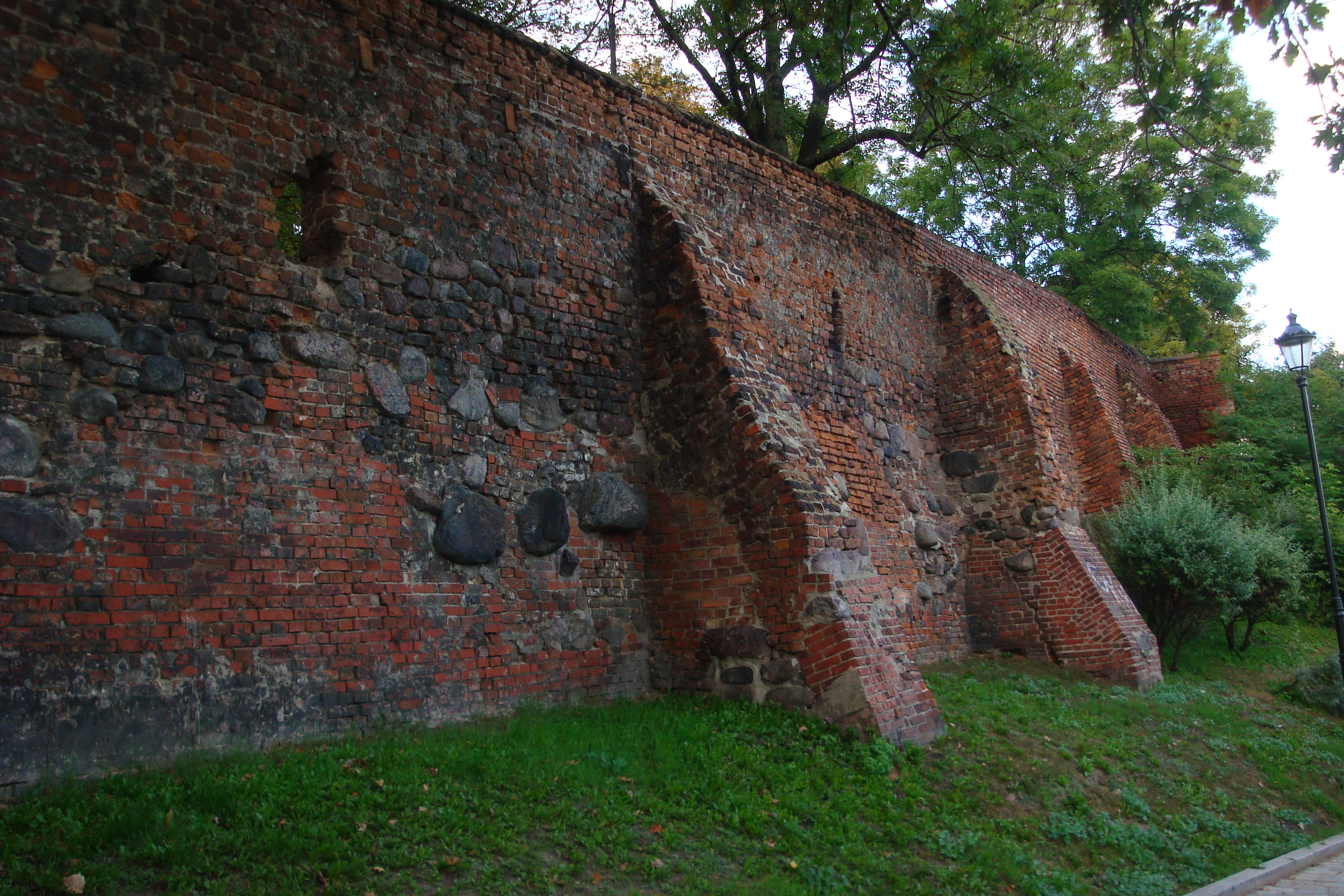
Schloßberg-Stützmauer (Stadtseite bei Straße ul. Spichrzowa)
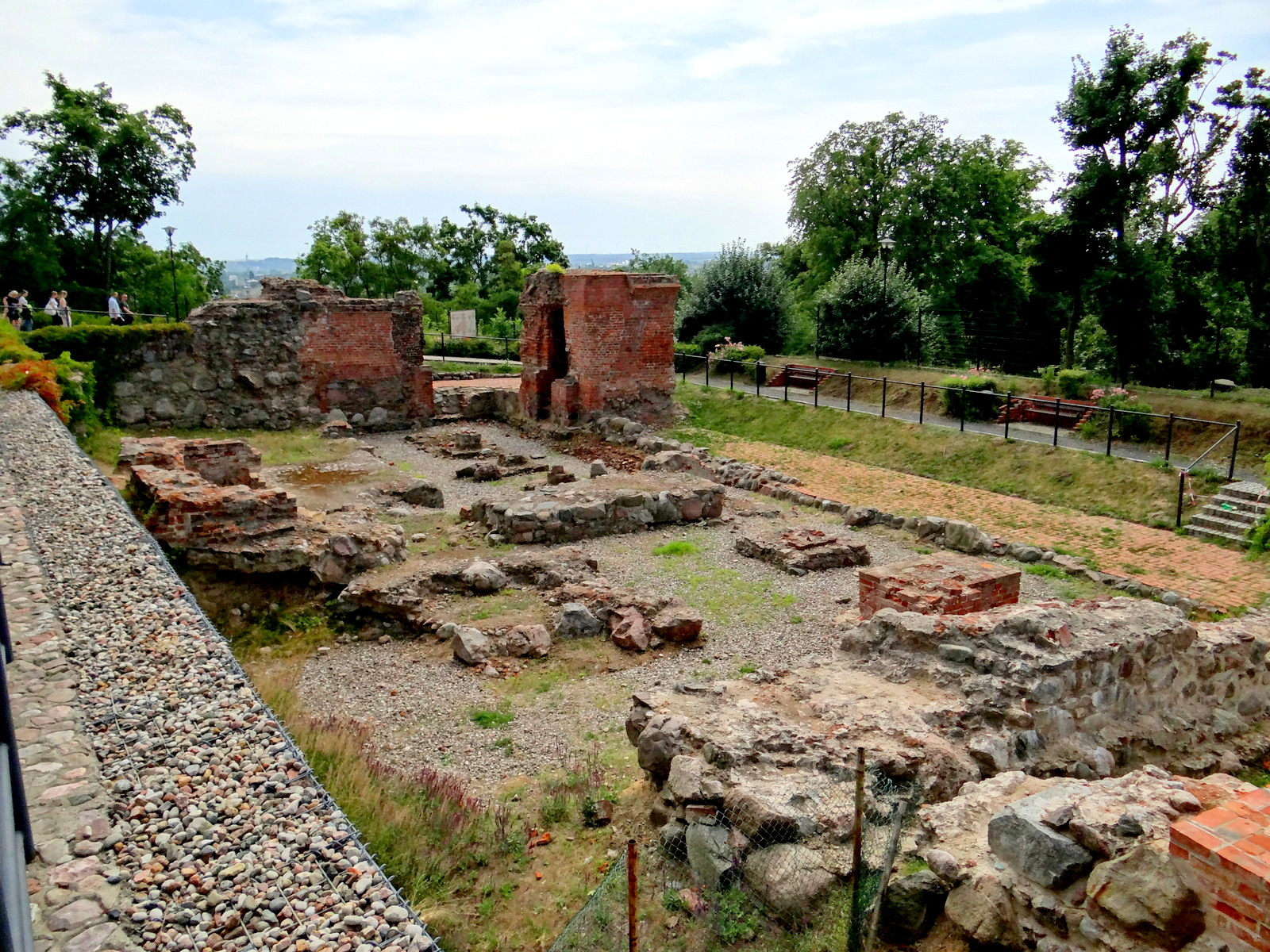
Freigelegte Grundmauern nahe beim Bergfried
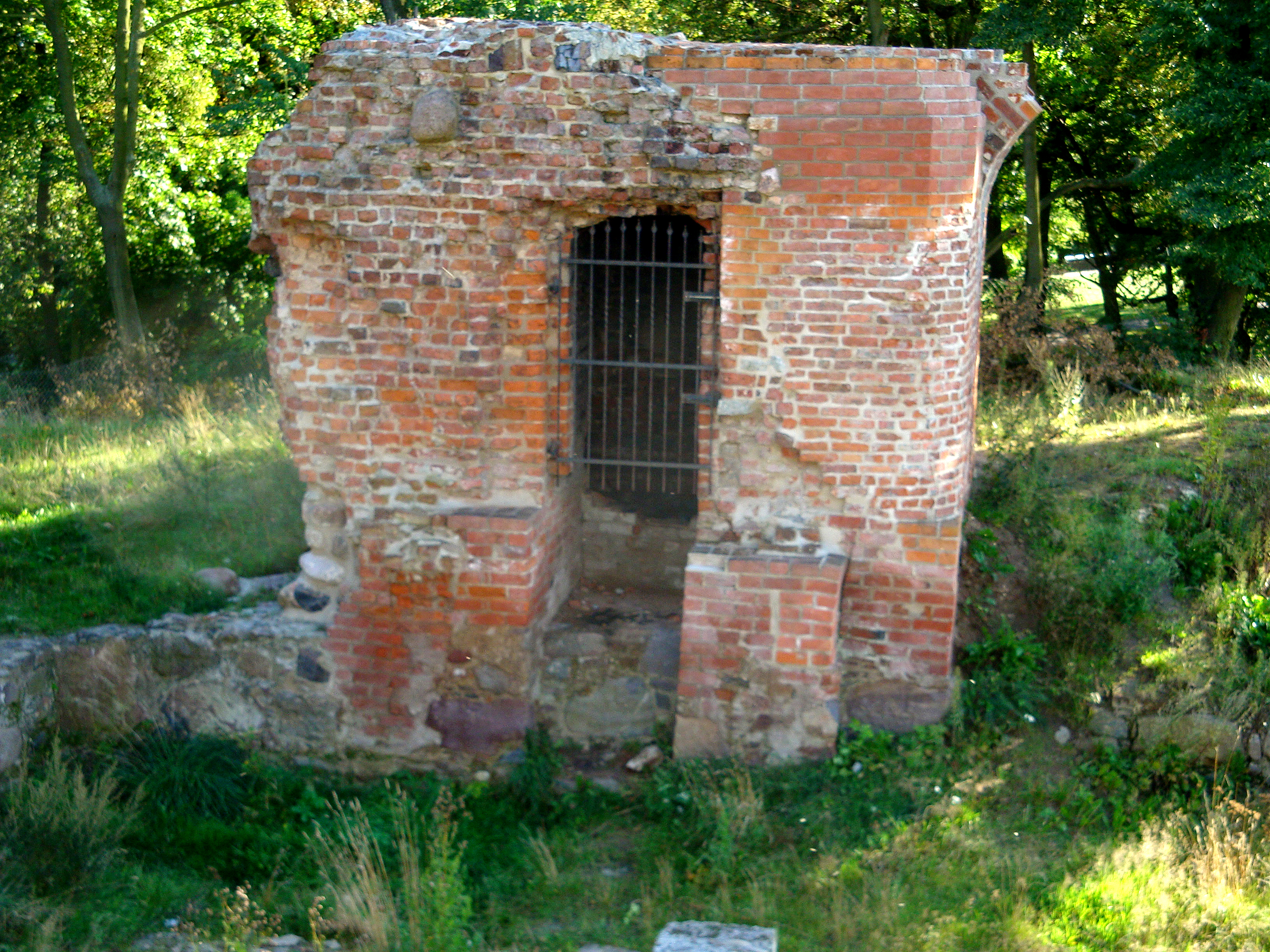
Gebäuderest oder Turm der Kernburg
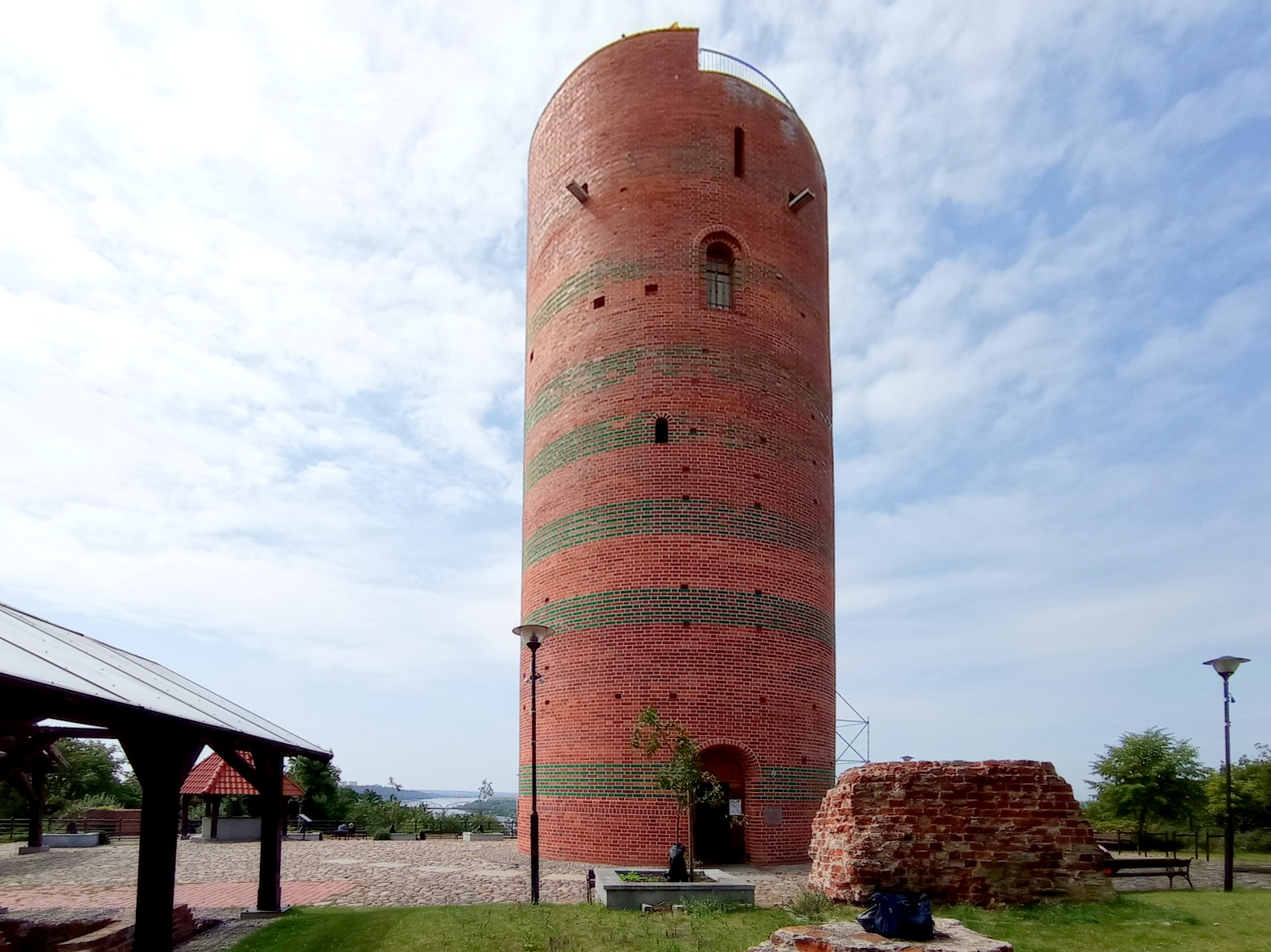
Bergfried Klimek (Neubau/Rekonstruktion ab 2014), Aussichtsturm
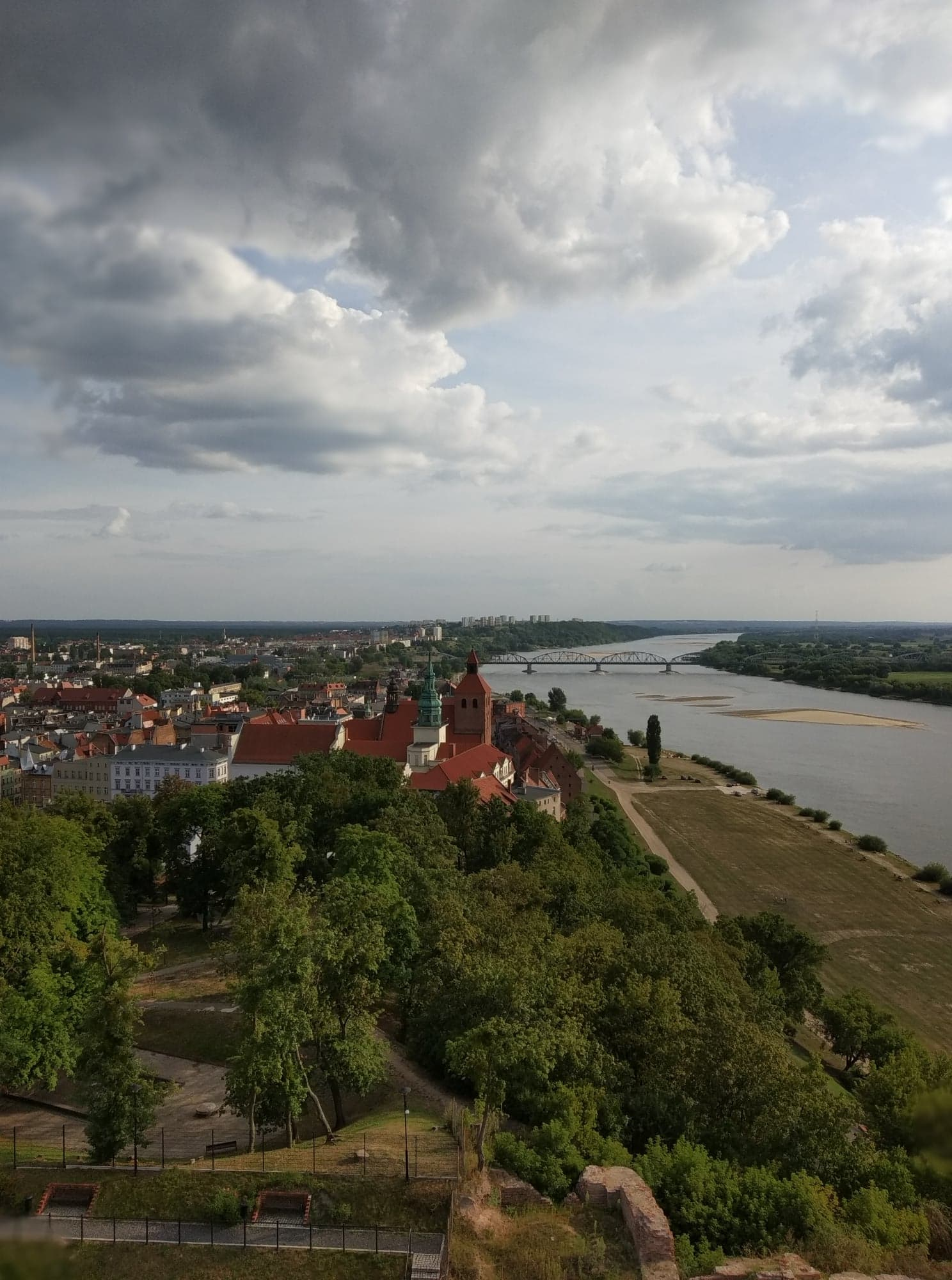
Blick vom neuen Bergfried auf Altstadt und Weichsel

## Ehemaliger (originaler) Bergfried

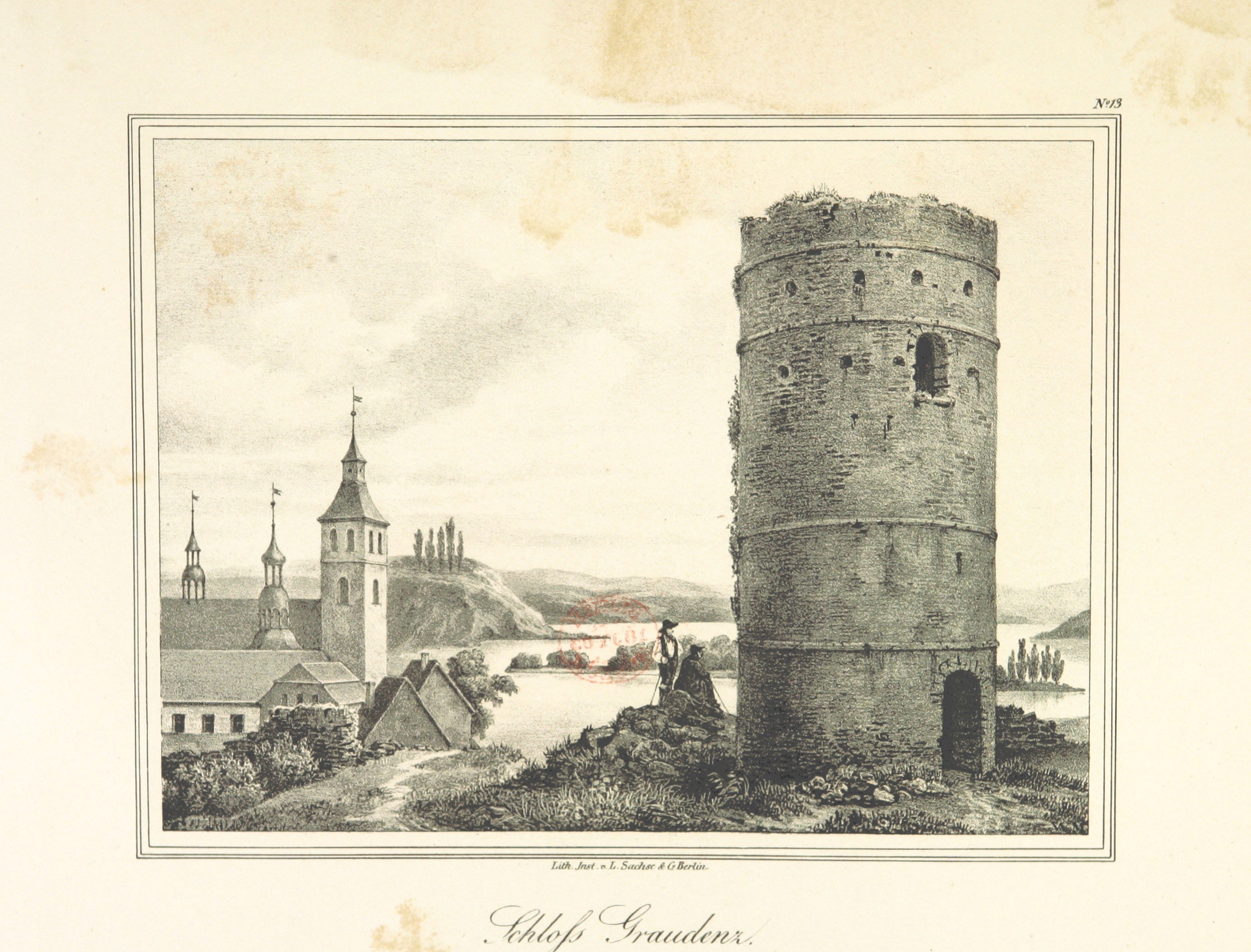
Bergfried "Klimeck" mit Hocheingang und umlaufenden Verzierungsbändern (1833)

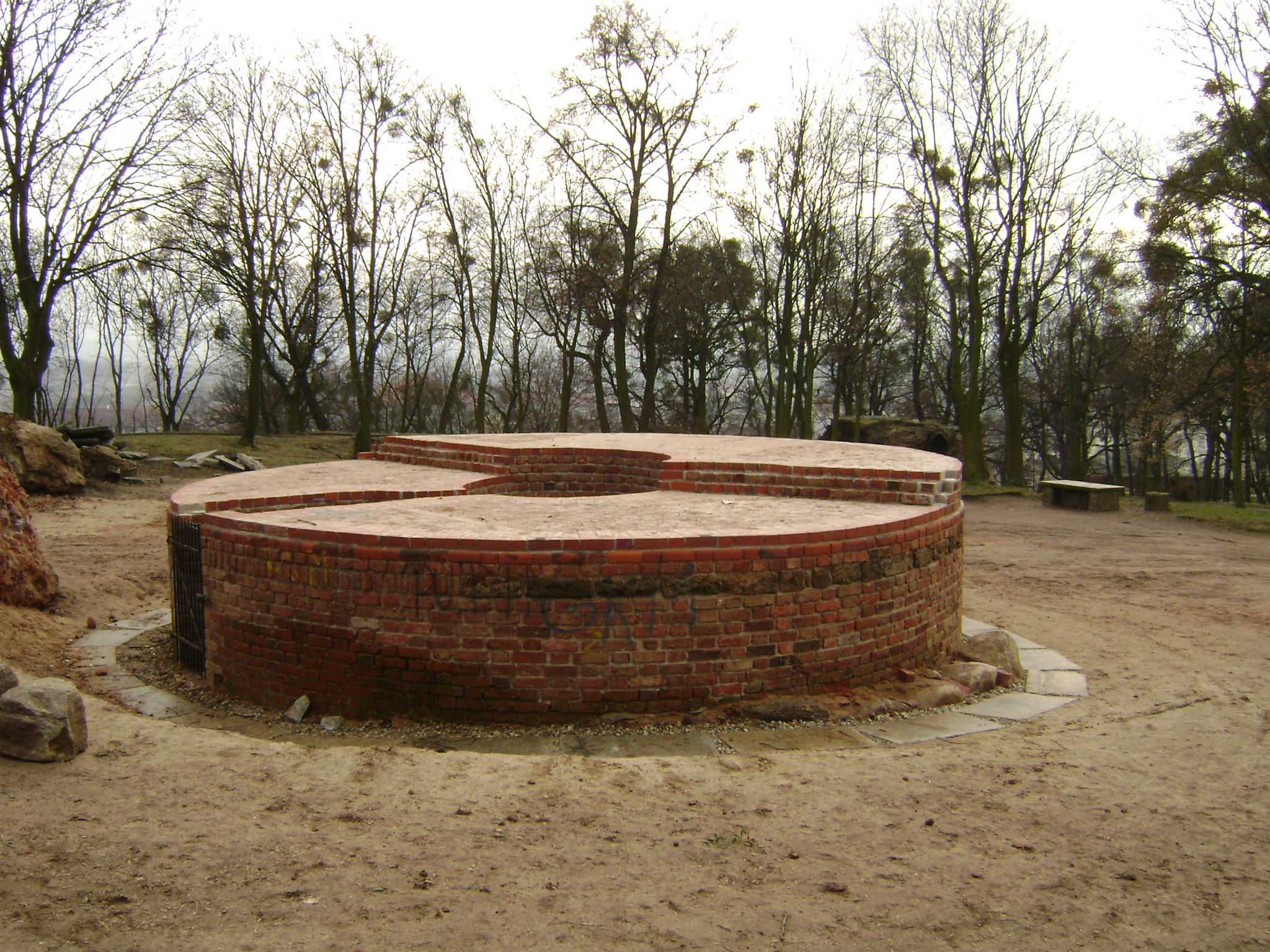
Rest des historischen Bergfriedes (2008), vor Wiederaufbau/Rekonstruktion

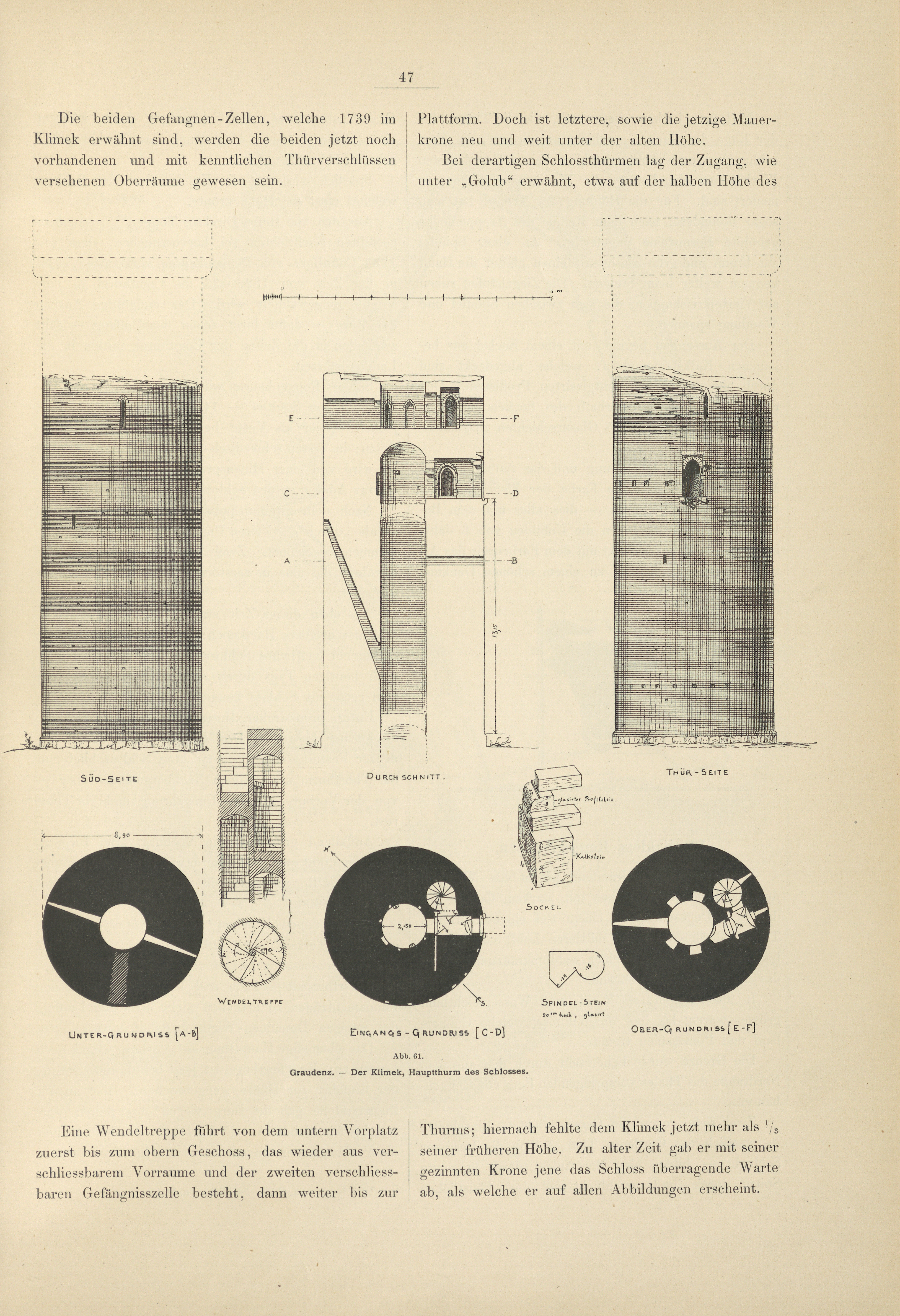
Bergfried "Klimek" in Conrad Steinbrecht: "Die Baukunst des deutschen Ritterordens in Preussen". 2, Berlin 1888, Verlag Julius Springer, S. 47 (und weitere)

Der Burgenforscher Otto Piper behandelt die Burgen des Deutschen Ordens nur in seltenen Ausnahmefällen in seinem Standardwerk Burgenkunde, da sie nach seiner Ansicht keine klassischen Ritterburgen des Mittelalters sind, sondern als Ritterkasernen einzustufen sind. Für die Graudenzer Burg nennt er aber einige Besonderheiten des Bergfrieds. Demnach wies der „Klimeck“ (auch: Klimek) an seiner Außenseite mehrere umlaufende Bänder grün glasierter Ziegel auf, die sich mit Bändern unglasierter Ziegel abwechselten. Bemerkenswert fand Piper, dass am Hocheingang des Klimeck die ehemals vorhanden gewesene Türe von außen verriegelt werden konnte. Daraus schlussfolgerte er, dass das Untergeschoss des Turms wohl als Gefängnis genutzt worden war.